# Croix du Jard
Pour les articles homonymes, voir Jard.
La  Croix du Jard  ou  Crucifix de la rue du Jard ou Croix Godard est située actuellement au 17 rue du Jard à Reims après plusieurs déplacements fruits de travaux sur les remparts ou de différents entre les partisans de l'église et de la laïcité.

## Localisation
Elle est implantée, à l’origine, sur le rempart de la ville de Reims face à la rue du Jard, à l’emplacement du canal actuel, près de la poterne qui donne accès aux remparts. C’est leur démolition pour la construction du canal de l’Aisne à la Marne qui entraîne son déplacement.
La croix du Jard est déplacée en 1840 sur la maison des frères des écoles chrétiennes de la rue du Jard.
Elle remplacée par une copie moderne en juin 1873. 
En 1900, le maire Charles Arnould la fait déposer. 
Enfin, elle est remontée sur un bâtiment voisin, au 17 rue du Jard, où elle se trouve actuellement.

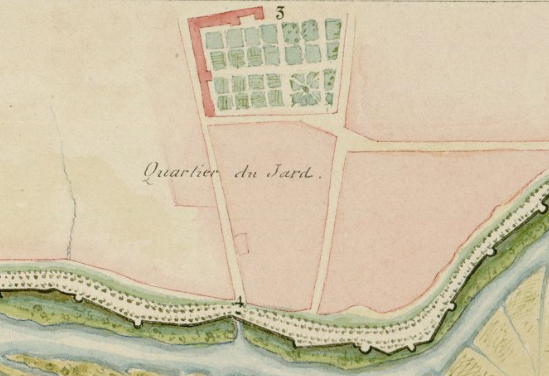
Extrait plan des remparts avec croix du jard chiffre 4. Abbaye des Longault en chiffre 3.
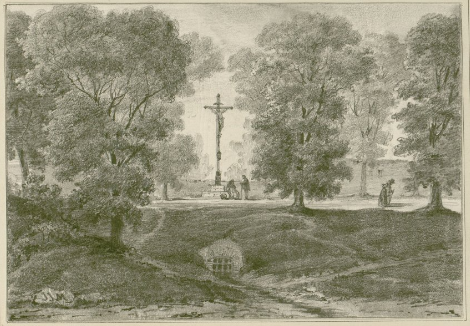
Reims Calvaire du rempart du Jard
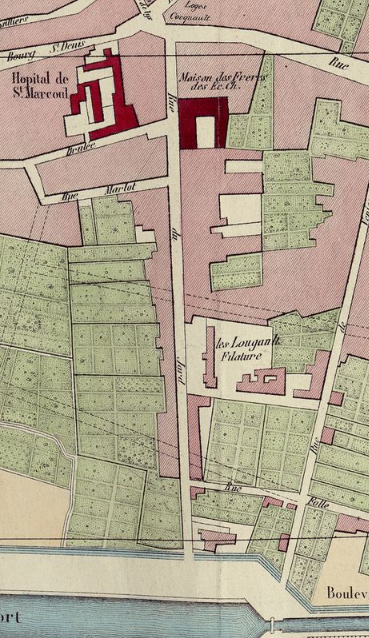
Ecole des Frères
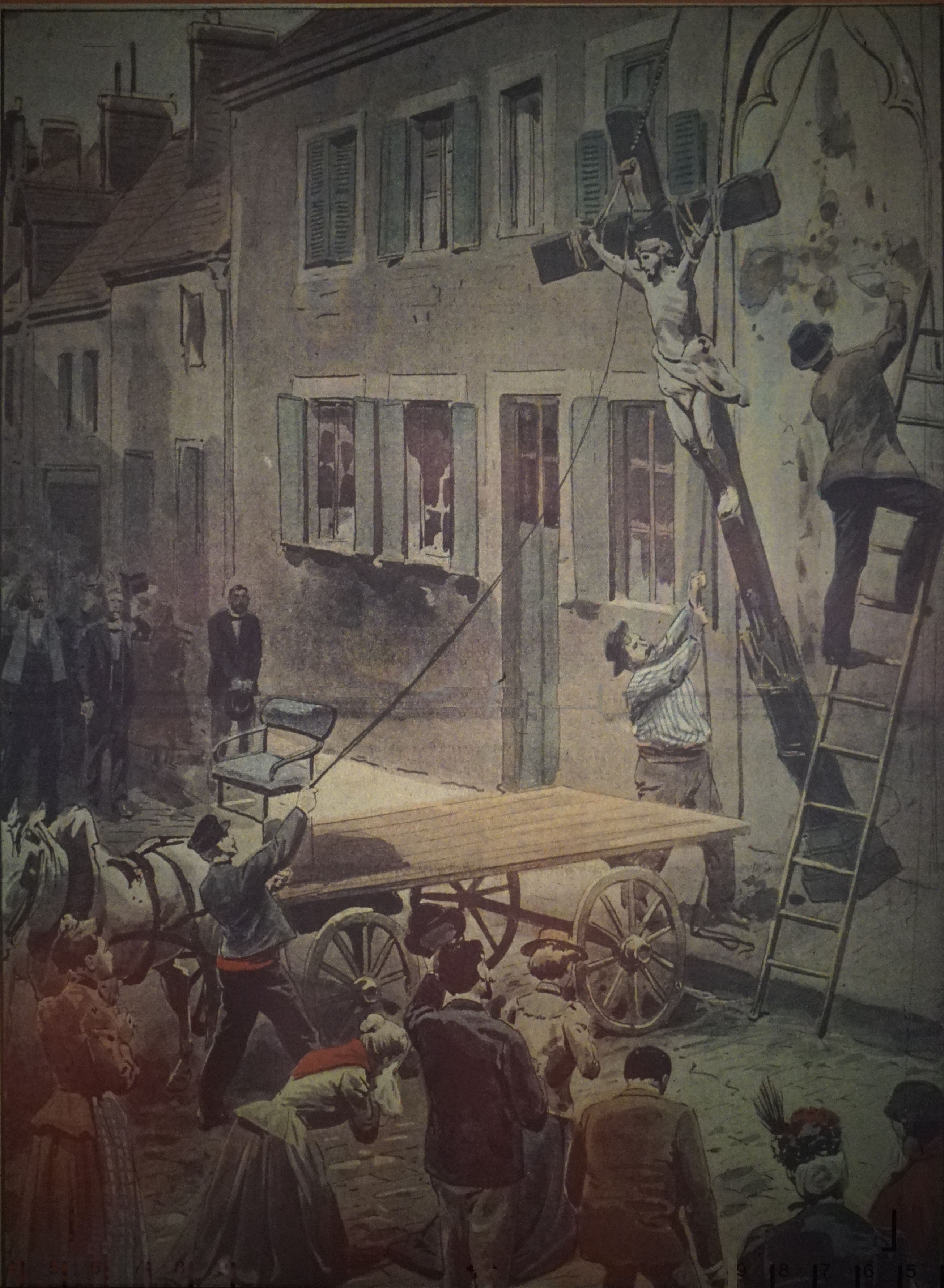
Décrochage de la croix du Jard en 1906
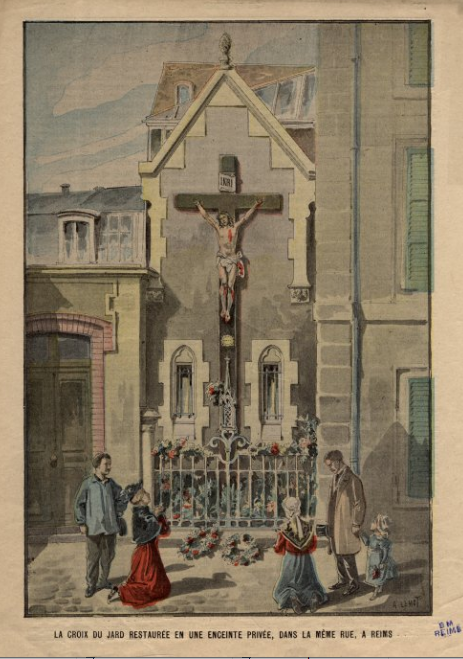
La croix du Jard restaurée dessin d'Achille Lemot

## Dénomination
La Croix était également nommée croix Godard, car élevée en 1637 par un cultivateur nommé Godard en l'honneur de Saint Remi.

## Description
Selon la description par Prosper Tarbé, la croix porte un christ de grandeur naturelle. Au pied étaient un tronc et une lanterne que le public ouvrait à volonté.